# Codonacanthus
Codonacanthus es un género de plantas con flores perteneciente a la familia Acanthaceae. El género tiene dos especies de hierbas, distribuidas por el nordeste de la India, sur de China y Japón.

## Taxonomía
El género fue descrito por Christian Gottfried Daniel Nees von Esenbeck y publicado en Prodromus Systematis Naturalis Regni Vegetabilis 11: 103. 1847. La especie tipo es: Codonacanthus pauciflorus (Nees) Nees. 

## Especies deCodonacanthus
- Codonacanthus pauciflorus
- Codonacanthus spicatus